# النزالة (النزالة)
النزالة هي إحدى مشيخات المملكة المغربية، تتبع جغرافيا لإقليم ميدلت وإداريًا لالنزالة. يقدر عدد سكانها بـ 3409 نسمة حسب الإحصاء الرسمي للسكان والسكنى لسنة 2004.